# Escritor-fantasma
Escritor-fantasma  (inglês: ghostwriter), também conhecido em francês como nègre littéraire ("negro literário") ou simplesmente nègre ("negro"), é o nome que se dá a uma pessoa contratada para escrever textos literários ou jornalísticos, discursos, livros ou outros materiais escritos que serão creditados a uma terceira pessoa, que será conhecida amplamente como autora do material. 
Celebridades, executivos, empresários e líderes políticos estão entre alguns dos principais contratantes de ghostwriters, que atuam rascunhando ou editando materiais autobiográficos, memórias, artigos para revistas ou colunas de opinião.  

## Profissionalização
Algumas editoras disponibilizam o serviço de autoria oculta como incentivo para a publicação de novas obras ou, noutras, o escritor se oferece para dar corpo a um livro quando percebe que há uma boa história. Geralmente são profissionais que já escreveram suas próprias obras autorais e a experiência acumulada os permitem estar aptos a escrever para os outros. 
Os motivos para a contratação de ghostwriters são dos mais diversos. Em alguns casos, a pessoa autora possui uma boa história pessoal (no caso de um livro de memórias, por exemplo) ou um conhecimento específico (um método de trabalho ou um método científico), mas não tem habilidade ou tempo para desenvolver a escrita. 
Desta forma, a pessoa contratada para o serviço de ghostwriting ficará responsável por obter o conhecimento de alguma forma - seja por meio de entrevistas, de pesquisa, de análise de documentos ou rascunhos de quem a contrata - para verter o material em um texto, seja ele curto ou longo, que aborde os temas de interesse da pessoa autora.  

## Creditação e co-autoria
Geralmente as pessoas que atuam profissionalmente como ghostwriter não aparecem como autoras dos materiais que produzem. Isso porque o contrato de ghostwriting estabelece que os direitos autorais estão cedidos para o contratante de tal trabalho. 
No entanto, alguns ghostwriters acabam sendo revelados, seja pela cobertura da mídia (especialmente no caso de trabalhos com celebridades ou pessoas públicas) ou por escolha do próprio contratante. É o caso de J. R. Moehringer, que atuou como ghostwriter dos livros de memórias do tenista Agassi e também do Príncipe Harry.   
Mais recentemente, existem também ghostwriters que vêm sendo creditados como co-autores das obras que ajudam a escrever. Trata-se de uma escolha particular do contratante em questão - o que pode acontecer por conta da relevância de quem faz o trabalho de escrita junto à pessoa autora ou até como uma maneira de perpassar mais honestidade e transparência pelo trabalho realizado pela pessoa ghostwriter. No Brasil, é o caso da autobiografia de Jô Soares (em co-autoria com Matinas Jr.), do livro de memórias de Claudia Raia (em co-autoria com Rosana Hermann) e do livro de memórias de Anderson Birman (em depoimento à Ariane Abdalah).  

## Casos internacionais

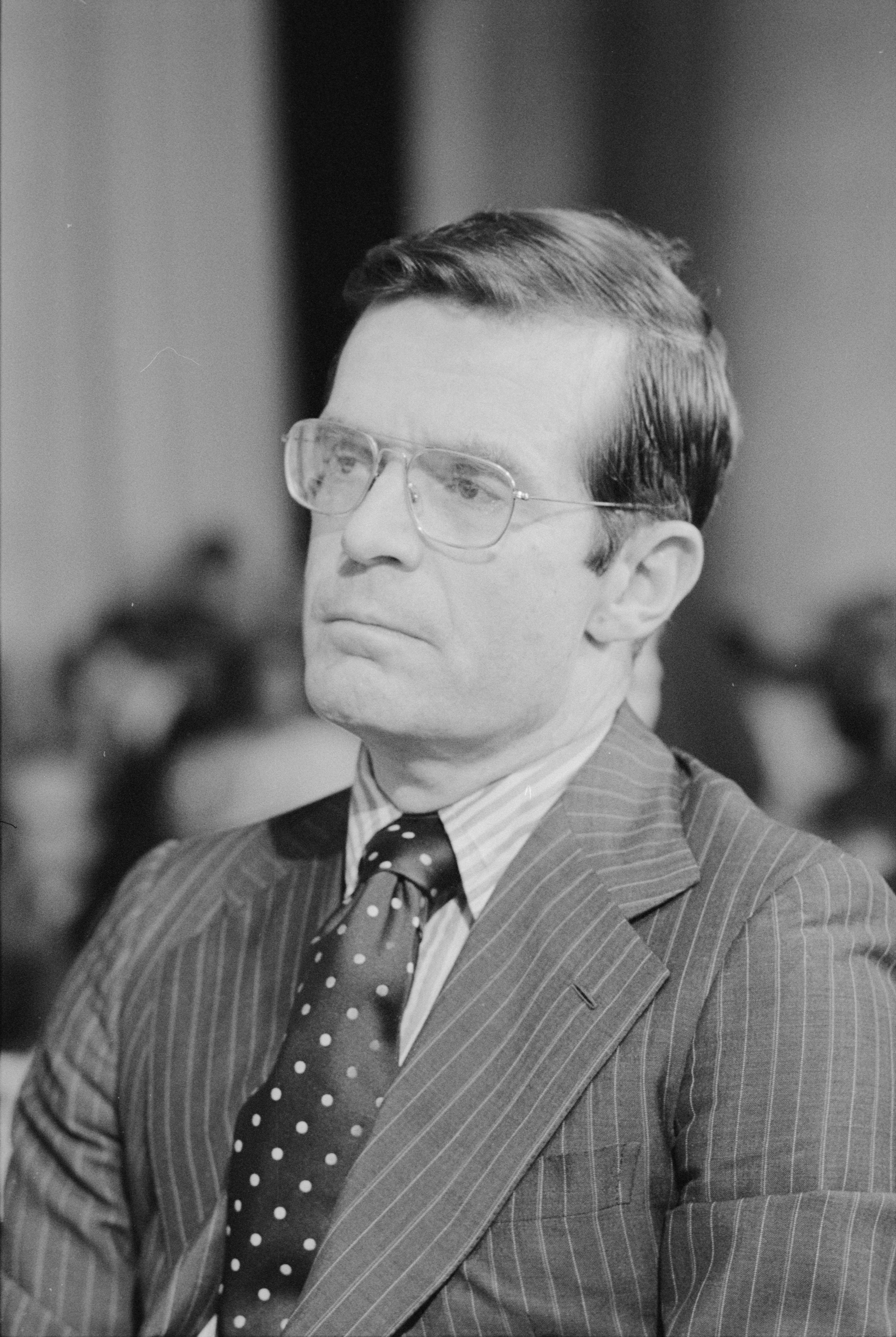
Ted Sorensen, escritor-fantasma de John Kennedy.

Em alguns lugares, como o Canadá, o serviço de escritor-fantasma é reconhecido e apoiado por entidades como The Writers' Union of Canada
Nos Estados Unidos há uma variação para os escritores de discursos, chamados ali de speechwriters (escritores de discursos, numa tradução livre). Dentre estes, um dos mais proeminentes foi Ted Sorensen, assessor do Presidente Kennedy, e autor da célebre frase do discurso de posse, onde dizia "Não pergunte o que seu país pode fazer por você, mas o que você pode fazer pelo seu país"
George Lucas serviu-se da redação de Alan Dean Foster para a versão em livro de Star Wars.

## Na política
O uso de escritores-fantasma por políticos é comum, na escrita dos seus discursos. A frase do escritor-fantasma do presidente brasileiro Juscelino Kubitschek, Autran Dourado, é famosa no meio: "Eu era apenas a mão que escrevia".
Assessores políticos chegam mesmo a escrever sobre pontos de vista opostos, para adequar os textos aos clientes e seus discursos. É comum, ainda, adequar o texto ao nível de conhecimento e estilo daquele que contrata o escritor fantasma.
Conta-se que um político mineiro, sem efetuar uma pré-leitura do texto feito pelo "fantasma", leu a frase "de Minas, quiçá do Brasil" como "Minas, cuíca do Brasil", gerando constrangimento e pilhéria.
A Winston Churchill é atribuída a crítica ao seu adversário, Clement Attlee, dizendo dele que "Era um político tão medíocre que escrevia os próprios discursos".

## Questão ética
Um caso recente envolveu uma publicação científica e um artigo derivado de pesquisa por uma indústria farmacêutica, nos Estados Unidos. A fim de ter o seu trabalho publicado, a indústria tentou contratar uma especialista para redigi-lo, mas esta recusou a oferta; tendo outro profissional efetuado a redação, a sua publicação foi recusada por uma revista médica - e em seu lugar foi publicado um texto da especialista que recusara o trabalho, condenando a prática. A indústria defendeu-se, com o argumento de que era comum a prática de uso da autoria oculta, levantando ao questionamento dos limites éticos para a prática.
Esta prática de comércio autoral contudo, segundo a pesquisadora Maria Christina Anna Grieger, que analisou os casos da indústria farmacêutica e de monografias feitas por outrem, "é uma realidade que pode interferir negativamente na formação ética, científica e profissional de graduandos e pós-graduandos, bem como na produção científica, falseando dados e informações da literatura."

## Nas artes
- The Ghost Writer, filme britânico do diretor Roman Polanski, que estreou em 2010,[12] conta a história de um escritor-fantasma que, contratado para fazer a autobiografia do primeiro-ministro, acaba ameaçado de morte.[13]
- Budapeste, romance do compositor e escritor Chico Buarque, baseia-se na história de um escritor-fantasma.[14] No enredo, a atividade é uma maldição para o profissional.[15]
- A autobiografia Eu, Carolina, por Carolina Salgado, editado pela Dom Quixote, em dezembro de 2006, contou com dois escritores-fantasmas.[16]

## Legalidade
A figura do escritor-fanstasma não é prevista no ordenamento jurídico brasileiro. Assim, as normas referentes a essa atividade são regidas pelo direito autoral.
No Brasil, Bruna Surfistinha serviu-se da escrita de Jorge Tarquini para a formatação do best-seller "O Doce Veneno do Escorpião - O Diário de uma Garota de Programa".  Após um tempo, o ghostwriter contratado processou a garota de programa alegando direitos autorais. A justiça negou o processo.